# (398045) Vitudurum
(398045) Vitudurum ist ein etwa ein Kilometer messender Hauptgürtelasteroid, der am 19. März 2009 von Markus Griesser, dem Leiter der Winterthurer Sternwarte Eschenberg, mithilfe eines 40-cm-Teleskops entdeckt wurde.
Am 12. Januar 2017 wurde der Asteroid nach der Nummerierung durch das Minor Planet Center vom Entdecker mit offizieller Zustimmung der Internationalen Astronomischen Union (IAU) nach dem Vicus Vitudurum aus altrömischer Zeit und dem im Jahre 294 dort erstellten Kastell im heutigen Winterthurer Stadtteil Oberwinterthur benannt. Der Name wurde im Oktober 2015 von der damals 10-jährigen Schülerin Sina Lautenschlager an der Kinder-Universität Winterthur im Rahmen eines Wettbewerbes vorgeschlagen, zu dem der Entdecker die rund 300 jugendlichen Zuhörenden im Rahmen seiner Vorlesung über Gefährliche Kleinplaneten eingeladen hatte.